# Acinopus haroldii
Acinopus haroldii is een keversoort uit de familie van de loopkevers (Carabidae). De wetenschappelijke naam van de soort werd in 1863 gepubliceerd door Hermann Rudolf Schaum.